# NGC 1843
NGC 1843 è una galassia a spirale intermedia situata nella costellazione di Orione, a una distanza di circa 126 milioni di anni luce dalla nostra Via Lattea.

## Scoperta
La galassia è stata scoperta il 17 gennaio 1877 dall'astronomo francese Édouard Stephan.

## Descrizione
NGC 1843 ha una classe di luminosità III-IV e presenta una larga riga a 21 cm dell'idrogeno neutro.
Data la sua luminosità superficiale pari a 14,08, NGC 1843 può essere classificata come una galassia a bassa luminosità superficiale (nella letteratura in lingua inglese abbreviata in LSB, acronimo di Low Surface Brightness). Le galassie LSB sono galassie di tipo diffuso (D) con una luminosità superficiale inferiore di almeno una magnitudine a quella del cielo notturno circostante.

## Supernova
Il 6 dicembre 2015, all'interno di NGC 1843 è stata scoperta la supernova SN 2015be da un gruppo di astronomi impegnati nel programma LOSS (Lick Observatory Supernova Search) dell'Osservatorio Lick. La supernova è stata classificata di tipo IIP.